# Nicolae Dragomir
Nicolae Dragomir (n. 8 septembrie 1898, Craiova – d. 17 iulie 1981, București) a fost un general român care a luptat în cel de-al doilea război mondial și profesor universitar.

## Biografie
A urmat Școala de ofițeri de artilerie (1915 - 1916), Școala de aplicație pentru artilerie (1921 - 1922), Școala Superioară de Război (1923, 1924 - anul II la Torino) și Universitatea din Torino (1924 - 1925), obținând titlul de doctor în științe politice și economice.

## Grade militare
- 1916 - sublocotenent,
- 1917 - locotenent,
- 1923 - căpitan,
- 1934 - maior,
- 1938 - locotenent-colonel,
- 1942 - colonel,
- 1944 - general de brigadă.

## Funcții deținute
- 1916 - 1919 - Comandant pluton în Regimantul 11 Artilerie,
- 1928 - 1935, 1937 - 1939 - Profesor la Școala Superioară de Război,
- 1935 - 1937 - Diverse funcții la Regimentul 1 Artilerie Grăniceri,
- 1940 - Șef serviciu mobilizare-organizare națională a teritoriului din Marele Stat Major,
- 1941 - 1942 - la dispoziția Cabinetului militar al Conducătorului Statului,
- 1942 - 1943 - Subșef de Stat Major al Armatei a 4-a,
- 1944 - Comandant al Regimentului 8 Artilerie Grea,
- 1944 - 1945 - Subșef de Stat Major al Armatei a 4-a,
- 2 martie 1945 - Șef de Stat Major al Armatei a 4-a Română,

În data de 14 septembrie 1940 prof. lt.col. Nicolae Dragomir a fost numit în funcția de ministru secretar de Stat al Coordonării
și Statului Major Economic în cadrul guvernului prezidat de Ion Antonescu.
- 14 septembrie 1940 - 1941 - Ministru al Coordonării și Statului Major Economic.

Ca profesor universitar, a predat în București la catedra de economie a Facultății de Drept, la Academia Comercială și la Școala de Război.

## Arestarea
Dramatică a  fost și soarta generalului Nicolae Dragomir.
Generalul Nicolae Dragomir îl învinovățea pe Avramescu, comandantul Armatei 4, că ginerele lui, un oarecare Sturdza, ar fi în legătură cu nemții de vis-a-vis ceea ce era o chestiune foarte gravă.
"Într-o seară  - în luna februarie /corect - ianuarie 1945 - n.n./ Sănătescu îmi dă un telefon ca să vin la Marele Stat Major. 
M-am dus. Îmi spune:  "- I-a loc, c-o să vezi că-ți vine rău. - Ce e ? Îmi deschide o telegramă în care subșeful lui de stat major, generalul Dragomir, îl învinovățea pe Avramescu, comandantul Armatei 4, că ginerele lui (Gh. Avramescu n.n.), un oarecare Sturdza, ar fi în legătură cu nemții de vis-a-vis."
Arestat de N.K.V.D. la 2 martie 1945, (în Munții Tatra) împreună cu generalul Gheorghe Avramescu, a scăpat cu viață din „bombardamentul aviației germane” din 3 martie 1945, fiind dus la Moscova, unde a fost condamnat la 10 ani închisoare fiind deportat în Siberia.
La 12 martie 1945, generalul Nicolae Dăscălescu a raportat următoarele  generalului Constantin Sănătescu, șeful Marelui Stat Major: "Până azi nu s-au înapoiat nici domnul general Avramescu și nici domnul general Dragomir."
După instalarea guvernului Petru Groza generalul de brigadă Nicolae Dragomir a fost trecut din oficiu în poziția de rezervă, alături de alți generali, prin decretul nr. 860 din 24 martie 1945, invocându-se legea nr. 166, adoptată prin decretul nr. 768 din 19 martie 1945, pentru „trecerea din oficiu în rezervă a personalului activ al armatei care prisosește peste nevoile de încadrare”.
Multă vreme, arestarea generalilor Gheorghe Avramescu și Nicolae Dragomir a rămas o enigmă, cauzele sau pretextele care au determinat această măsură, precum și situația generalilor și a familiilor lor rămânând neelucidate.
În acest timp în țară, la 10 octombrie 1946, Consiliul de Miniștri (printr-un proces verbal semnat de Petru Groza, Teohari Georgescu, Romulus Zăroni și încă alți 6 miniștri) a aprobat actul de acuzare care-l incrimina pe generalul Nicolae Dragomir ca părtaș la dezastrul țării în calitate de ministru al Coordonării și Statului Major Economic în guvernul Antonescu și a dispus ca procurorul general să sesizeze instanța competentă pentru judecarea cazului. 
La 4 octombrie 1946 a fost judecat în lipsă și condamnat la 10 ani închisoare. La 3 februarie 1947 s-a emis mandatul de arestare cu nr. 16.341, în care administratorul penitenciarului Dumbrăveni era delegat să-l rețină pe numitul Dragomir Nicolae (care, în acest timp, se afla în lagărele rusești din Siberia).
În decembrie 1955, generalul Dragomir a făcut cerere de repatriere, cerere care i-a fost aprobată de autoritățile sovietice, și la 10 ianuarie 1956 a sosit în țară, la Ungheni. A venit la București unde, în iulie 1956, a fost angajat la Biblioteca Centrală Universitară. Datorită cunoștințelor de rusă dobândite în închisorile și lagărele sovietice, a fost cooptat în acest  timp, în calitate de confruntor, în echipa de publicare a operelor complete a lui Lenin.
A fost arestat la 11 ianuarie 1957 pentru executarea pedepsei pronunțată în 1946. Anchetat, a fost dus la reeducare la penitenciarul Jilava unde a refuzat să dea declarații autodemascatoare. De la Jilava a fost dus la penitenciarul Râmnicu Sărat iar de aici, la 13 ianuarie 1963, la penitenciarul Văcărești. La 26 iulie 1963 a revenit în reeducarea de la Jilava (unde a fost supus unei intense "munci culturale").
Eliberat la 27 iulie 1964, după un lung șir de întâmpinări, recursuri și respingeri. După eliberare a trăit în București, unde a murit la 17 iulie 1981. Împreună cu un apropiat al său, colonelul de artilerie Ioan Crețu,  a început la câțiva ani după eliberare o colaborare importantă cu Institutul de Istorie "Nicolae Iorga", pentru a lămuri anumite momente neclare din istoria armatei române, cum este cel relatat mai jos.
UN EPISOD MAI PUȚIN CUNOSCUT
În 27 - 28 august 1944, o coloană  germană motorizată, formată din 1900 de soldați, s-a deplasat din nordul Bucureștiului spre nord-est sub comanda generalului Alfred Gerstenberg, spre a face joncțiunea cu armatele germane din Transilvania. Comandamentul rus a comunicat celui român că dacă acțiunea va reuși, ea va fi interpretată ca trădare a noului aliat român, ceea ce va duce la represalii necruțătoare. Coloana germană a fost oprită la trecerea peste Prahova în localitatea Gherghița de 500 de soldați români comandați de generalul Nicolae Dragomir.
Completare Dorin Oancea: ”Între 1967-1972, student fiind, am făcut o serie de traduceri pentru generalul Nicușor Dragomir și colonelul Ioan Crețu, în cadrul colaborării lor cu Institutul ”Nicolae Iorga”. În acest context generalul Dragomir mi-a spus în primul rând că numele său nu este pomenit în acte oficiale în legătură cu acest episod. În al doilea rând a precizat faptul că generalul Gerstenberg i s-a predat lui personal la podul peste Prahova de la Gherghița, pentru că se cunoșteau de pe vremea când erau aliați. El l-a convins pe Gerstenberg să se preda Armatei Române și nu Armatei Roșii, ceea ce i-ar fi asigurat condiții de prizonierat onorabile. S-a dovedit apoi că așteptările generalului Dragomir au fost iluzorii - Gerstenberg a fost preluat imediat de ruși. Important este faptul că Armata Română a oprit coloana motorizată condusă de Gerstenberg și nu cea rosie/rusă, cum se afirmă în majoritatea surselor de informații de pe internet.
Pare disproporționat raportul de forțe: 500 de soldați români și cel puțin de patru ori mai mulți soldați nemți. Cum s-a ajuns la predare? Potrivit celor ce mi-a spus generalul Dragomir, soldații români au fost dispuși la anumite intervale de-a lungul Prahovei, între tufele de pe mal, de-a dreapta și de-a stânga podului peste care urmau să treacă germanii. Erau ascunși în spatele tufelor, însă lăsau să strălucească armele în lumina soarelui, dând celor care veneau dinspre malul opus impresia că au în față un adversar numeros și bine înarmat. Această stratagemă l-a convins pe Gerstenberg să se predea unei trupe pe care o credea mult superioară numeric, condusă de un ofițer pe care-l cunoștea.”

## Decorații și medalii
- „Coroana României”, clasa a V-a, cu spade, în gradul de cavaler și panglică de „Virtutea Militară”
- „Steaua României”, clasa a IV-a
- „Mihai Viteazul”, clasa a III-a